# Panthiades pelion
Panthiades pelion is een vlinder uit de familie van de Lycaenidae. De wetenschappelijke naam van de soort is voor het eerst geldig gepubliceerd in 1775 door Cramer.